# مكثف فيجرو
مكثف فيجرو في الكيمياء (بالإنجليزية: Vigreux condenser) هو نوع من المكثفات المستخدمة في عمليات التقطير وفصل مكونات مخلوطات السوائل ، وهو يعتمد على التبريد بالهواء .

## طريقة عمله
مكثف فيجرو هو تطوير للمكثف الهوائي المستخدم في التقطير. ويكون عادة في صورة عمود تجزئة من الزجاج . وبعكس الأعمدة الزجاجية البسيطة التي تستخدم في التقطير ، فيحتوي عمود فيجرو على شرائح زجاجية مائلة مثبتة في جداره الداخلى ، تعمل على زيادة السطح المعرض للأبخرة بدون زيادة في طول عمود التجزئة. وبسبب تركيبه المعقد يبلغ ثمن مكثف فيجرو أضعاف ثمن المكثف الزجاجي البسيط ذو سطح أملس.

## اقرأ أيضا
- تقطير جزئي
- تقطير النفط
- تقطير إتلافي
- تقطير جاف
- معادلة فينسك
- طبق نظري